# At-Tall al-Kabīr
At-Tall al-Kabīr es un distrito de la gobernación de Ismailia, Egipto. En julio de 2017 tenía una población estimada de 93 000 habitantes.
Se encuentra ubicado en la zona norte del delta del Nilo, junto a la costa del mar Mediterráneo.